# Kurt Gester
Kurt Gester (* 10. Oktober 1914 in Mettmann; † 8. Dezember 1997 ebenda) war ein deutscher Opernsänger (Bariton). 1977 wurde er Ehrenmitglied der Deutschen Oper am Rhein.

## Leben
Kurt Gesters musikalische Ausbildung begann als Grundschüler im Schulorchester in Mettmann, in dem er die Violine spielte. Bei einem Schulfest wurde seine Stimme entdeckt, woraufhin ihn der damalige Intendant des Düsseldorfer Theaters förderte. Nach seiner Schulzeit begann er ein Studium in Gesang, Klavier und Violine am Düsseldorfer Konservatorium. Danach absolvierte er von 1934 bis 1938 sein Gesangsstudium bei Louis Bachner und Heinrich Schlusnus in Berlin. Die damalige Ehefrau des Dirigenten Wilhelm Furtwängler, Zitla Lund, protegierte ihn u. a. durch Stipendien und Fördergelder.
1938 begann er seine Bühnentätigkeit als lyrischer Bariton am Stadttheater von Kaiserslautern. Seine erste Rolle war der Figaro in Der Barbier von Sevilla. Es folgten weitere Baritonpartien in La traviata, La Bohème, Der Waffenschmied und Das Nachtlager in Granada.
1939 wurde er an das Opernhaus von Breslau verpflichtet, dem er bis zum Ende des Zweiten Weltkrieges angehörte. Da er der jüngste Solist an der Oper war, rechnete er mit seiner baldigen Einberufung in die Wehrmacht. Erst mit der Schließung aller deutschen Theater und im Zuge des Totalen Kriegseinsatzes der Kulturschaffenden wurde auch er Soldat. Bei Kriegsende erfuhr er, dass er auf der Sonderliste derjenigen Künstler gestanden hatte, die nicht eingezogen werden sollten.

### Nachkriegszeit
Nach Kriegsende zog Kurt Gester zu seiner Mutter nach Mettmann zurück und widmete sich von 1945 bis 1948 dem Konzertgesang. Ein Kölner und Frankfurter Radiosender sicherten sich seine Mitarbeit für verschiedene Opernaufzeichnungen. Dabei entdeckte ihn der Dirigent Sergiu Celibidache und engagierte ihn für ein Konzertprogramm als Solisten.
1947 nahm er einen Stückvertrag im Opernhaus Wuppertal für die Titelpartie in Eugen Onegin an und gastierte in Düsseldorf als Graf Luna im Troubador. Der damalige musikalische Leiter Heinrich Hollreiser fragte ihn nach dem Konzert, ob er die – meist transponierte – Arie in der Originaltonart gesungen hätte. Aufgrund seiner profunden Bariton-Ausbildung konnte er diese Frage positiv beantworten.

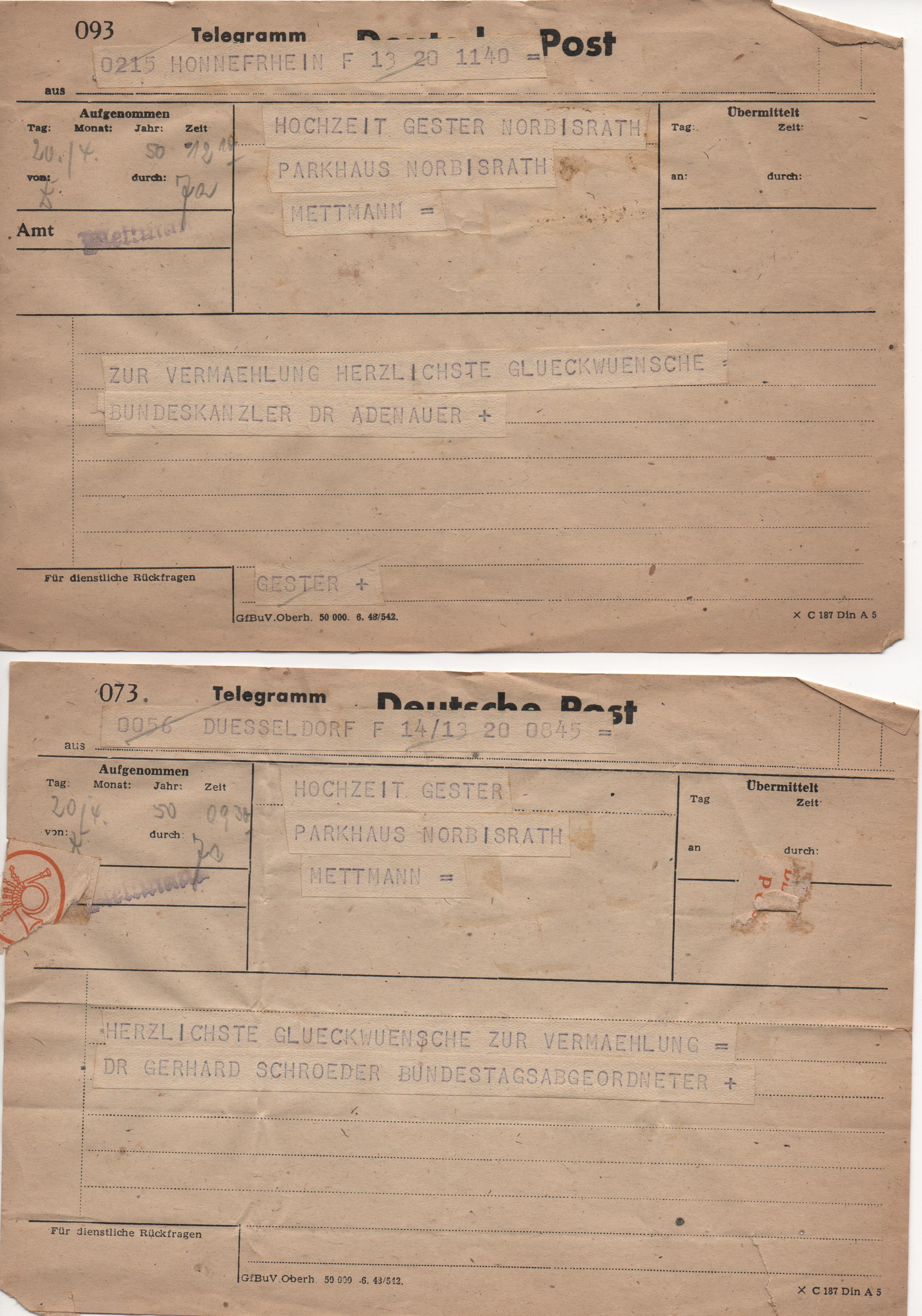
Hochzeitsglückwünsche von Bundeskanzler Konrad Adenauer und dem CDU-Bundestagsabgeordneten Gerhard Schröder (April 1950)

Am 15. August 1948 setzte er seine Karriere am Opernhaus von Düsseldorf (der späteren Deutschen Oper am Rhein Düsseldorf-Duisburg) unter dem Intendanten Gustaf Gründgens fort. Dort sang er 1951 in der Uraufführung der Oper Troilus und Cressida von Winfried Zillig die Titelrolle, 1959 in der Uraufführung der Oper Die tödlichen Wünsche von Giselher Klebe.
Am 20. April 1950 heiratete er Ursula Norbisrath, die Tochter des Tabakwarenhändlers und CDU-Stadtpolitikers Otto Norbisrath. Der Ministerpräsident von Nordrhein-Westfalen Karl Arnold und der Bundestagsabgeordnete der CDU Gerhard Schröder gratulierten schriftlich.
1951 sang er in Florenz beim Maggio Musicale Florenz unter der Regie von Gustaf Gründgens und der musikalischen Leitung von André Cluytens die Oper Genovera. Er galt hier – ebenso wie bei Gastspielen an führenden in- und ausländischen Bühnen – als hervorragender Mozart- und Verdi-Interpret, war aber auch ein gesuchter Konzertsänger. Bei den Festspielen von Glyndebourne 1954 sang er in Arlecchino von Busoni. 1961 trat er erneut beim Maggio Musicale Florenz als Pfalzgraf Siegfried in Robert Schumanns Genoveva auf. 1969 nahm er bei den Festspielen von Schwetzingen an der Uraufführung des Märchens von der schönen Lilie von Giselher Klebe teil.
Am 19. Dezember 1977 wurde er in Anwesenheit des Oberbürgermeisters von Düsseldorf, Klaus Bungert, an der Deutschen Oper am Rhein zum Ehrenmitglied ernannt.
Dort hatte er seine großen Auftritte als Graf in Figaros Hochzeit, als Papageno in der Zauberflöte, als Figaro im Barbier von Sevilla, als Graf Luna im Troubadour, als Eugen Onegin von Tschaikowsky und als Wolfram im Tannhäuser.
Im November 1990 wurde Kurt Gester die Verdienstmedaille des Verdienstordens der Bundesrepublik Deutschland vom damaligen Landrat Willi Müser und der damaligen Bürgermeisterin Ingrid Siebeke überreicht.
Bis Dezember 1996 sang er noch die Partie des Alcindoro in La Bohème, von der er aber aus gesundheitlichen Gründen zurücktrat. Er blickte auf eine 48-jährige Tätigkeit an der Deutschen Oper am Rhein zurück.
Kurt Gester verstarb am 8. Dezember 1997 in Mettmann. Er ist auf dem Friedhof Goethestraße (Flur C; Feld I.; Grab Nr. 38–39) beigesetzt.

## Aufnahmen (Auswahl)
- 1948 Les dragons de Villars (in deutscher Sprache): Kurt Gester (Belamy), Chor & SO des Hessischen Rundfunks, Dirigent: Kurt Schröder (Label: Walhall)
- 1949 Madama Butterfly (in deutscher Sprache): Symphonie-Orchester des Hessischen Rundfunks, Dirigent: Kurt Schröder
- 1951 La Bohème (in deutscher Sprache): Orchester des Frankfurter Rundfunks, Dirigent: Kurt Schröder
- 1952 Le Villi: Frankfurter Rundfunkorchester, Kurt Gester (Guglielmo Wulf), Dirigent: Paul Schmitz
- 1953 Wenn ich König wär’: Symphonie-Orchester des Hessischen Rundfunks, Dirigent: Wolfgang Sawallisch
- 1953 Boulevard Solitude von Hans Werner Henze: Chor und Orchester des Frankfurter Rundfunks, Dirigent: Kurt Schröder
- 1954 Arlecchino von Ferruccio Busoni: Glyndebourne Festival Orchestra, Dirigent: John Pritchard (Label: Andromeda)

Zahlreiche Radioproduktionen beim WDR und HR wurden aufgenommen und veröffentlicht.

## Gesangsrollen und Liedinterpretationen und Auftritte (Auswahl)

### Mozart
- Conte Almaviva in Il barbiere di Siviglia
- Guglielmo in Così fan tutte
- Papageno in Die Zauberflöte

### Verdi
- Luna in Il trovatore
- Posa in Don Carlos
- Ford in Falstaff

### Busoni
- Titelrolle in Arlecchino

### Wagner
- Wolfram in Tannhäuser
- Heerrufer in Lohengrin

### Tschaikowski
- Titelrolle in Eugen Onegin

Er trat beim Glyndebourne Festival und den Schwetzinger Festspielen auf, ferner sang er in den Uraufführungen von Zilligs Troilus und Cressida, Giselher Klebe Die tödlichen Wünsche und Das Märchen von der schönen Lilie.